# Cempaka Putih
Cempaka Putih ist ein Subdistrikt von Zentral-Jakarta, Indonesien. Cempaka Putih wird grob begrenzt durch Jenderal A. Yani maut im Osten, die Pramuka Straße im Süden, Let. Jend. Suprapto Straße im Norden, und eine Bahnlinie westlich.
Das Amt des Cempaka Putih befindet sich in Jl. Percetakan Negara No. 8 Gg. Kabel Bawah, Cempaka Putih Barat 10520.